# ポロの留学記
『ポロの留学記』（ポロのりゅうがくき）は、権平ひつじによる日本の漫画作品。『週刊少年ジャンプ』（集英社）にて、2017年12号から29号まで連載されていた。

## ストーリー
悪魔の住む魔界では、「強さがすべて」。四六時中、誰かを倒すことを考えていた。そして、強さにはランキングがあり、１位になると、王となれた。その先代王の息子、王子である黒神ポロは、魔界１位で次期王と期待されていた。しかしポロは殺伐な日常を嫌い、人間界、特に「ニッポン」の国に憧れていた。そして、「ニッポン」に留学することとなった。人間界の良いところをノートにまとめ、「留学記」として魔界に伝え、より良くしようとすることになった。
初日からドアを壊す、机をへし折るなど強いポロには力の加減が利かず、周りから距離をおかれた。しかし、後ろの席の人吉優太はそんなポロに構わず話しかけ、友達になると共に「ニッポンのいいところ見つけ」をしようと誘った。放課後、いいところ見つけをしていたが、悪魔のライとフーが人間界までつけてきた。ポロを倒し、１位をゲットする作戦だった。ユウタを人質にとり、ポロを誘導したが「ポロぱんち」によって、あっけなく魔界に返される。ユウタと友達でなくなることを危惧したポロだが、ユウタはそれを受け入れた。
ただ、人間界への興味あまりの遅刻、強さあまりの器物破損によって、風紀委員の巌正によって注意を受け退学を宣告された。厳正な巌が、不正者に暴力を振るっていたという。そんな巌を、ポロは疑問視する。ただ巌は、ポロにも襲ってきた。悪魔に取り憑かれていると見たポロは、取り憑いていた憑きウサギを巌から引き剥がした。そして「ポロでこぴん」で月に飛ばした。翌日からも遅刻は続いたが、許容範囲が広くなった巌だった。
そんなポロに新たな問題ができた。許嫁でポロに好意を抱き、ポロとの子作りを望むルイカが扉を壊してやって来たのだ。魔界に恋愛はなく、恋愛少女漫画で号泣するほど、恋愛に興味のあるポロは、恋愛を知るため、ルイカと「偽デート」をすることとなった。しかしルイカはその途中、あらゆる手でポロと子作りしようとしてきた。ただ、どれも失敗した。そんな中、ルイカはレストランでポロの水に、魔界最強の毒を盛った。これも効かず、試しにルイカが飲んでみると、猛烈に効いた。ポロは毒を抜くため、人間界のいわゆるキスをして、毒を抜く。これが、一番有効だそうだ。だが、これに照れたルイカは逃げ出す。結局、ポロに恋愛は分からずじまいとなった。

## 登場キャラクター

### 魔界の人物
黒神ポロ（くろかみポロ）
本作の主人公。魔界最強で悪魔の王子。一人称は「余」。人間界と「ニッポン」に憧れ、留学をする。良いところ見つけをして、魔界に役立たせようとしているが、問題が多々起き、困っている。ルイカのことは嫌いであるが、「良いところもある」としている。鈍感な一面もある。恋愛音痴で、涙もろい。強さランキング総合1位。
火神ルイカ（かがみルイカ）
ポロとの許嫁で、炎部門最強の悪魔で、総合10位。ポロに好意を抱き、子作りしようとしてくる。気強い性格。強さランキング総合10位。炎部門1位。
フー
ライと共にポロを倒そうと人間界に来るが、毎回あっけなくやられる。強さランキング総合3050位。風部門649位。
ライ
フーと共にポロを倒そうと人間界に来るが、毎回あっけなくやられる。強さランキング総合3345位。雷部門702位。
若ガエル
たまに当たった相手を若返らせる悪魔。これにより、人吉、鬼村、ルイカ、ノンノが子供となり、大騒動となった。総合445位。銃部門11位。

### 天界の人物
白神カムイ（しらかみカムイ）
神。神の蛍光灯を頭につける。ポロの覚醒した様子を見たく、ほぼ毎日ちょっかいを出す。
白神ノンノ（しらかみノンノ）
天使。ドーナツのようなものを頭にのせる。ポロのことが好きだが、結婚が不可能なため、せめて自分でポロを殺めてしまいたいと思っている。そのため、ルイカとは犬猿の仲。

### 天地高校の高校生
人吉優太（ひとよしゆうた）
人優しい性格で、ポロの友達。自称「いい子」だが、正体は天地市最凶の不良。ただ、本人は否定し、その際、「信号守る良い子」と自慢する。本人いわく、悪いやつしか倒さない。順応性はポロに「怖い」と言われるほど。ポロが悪魔と知ったと危機も驚かなかった。
巌正
風紀委員で、時計コレクションが趣味。時計をもって、遅刻を注意する。ただ、厳しい性格で、30秒遅刻で退学宣告をするほど。本人は、「一人殺せば、犯罪。１秒遅れも遅刻。」と語る。ただ、ポロに助けられ、許容範囲は広がったよう。
鬼村凶一郎（きむらきょういちろう）
通称鬼。不良であり、喫煙、飲酒、暴力をしていた。それをポロに注意されたところ、ポロに反撃をしてきてデコをぶつけさしたが、ポロのほうが固く、その強さに惚れた鬼村はポロの弟子となった。それにより、少々不良癖はあるが、人間の強さを知り、むやみに暴力を振ることはなくなった。同じ不良の人吉とは犬猿の仲。
藤原先輩
人吉と鬼村が惚れた先輩。図書委員で、本が好き。2人に本が好きになって欲しいと思う。結果的に、自分のピンチを救ったポロに惚れた。

### その他
五味太郎（ごみたろう）
あだ名がゴミカス。ポロを詐欺に引っ掛けようとした。雷音連合という組織の一員。元はミュージシャンを目指していたが、先輩に騙され裏社会に入れられた。ポロに助けられ、再びミュージシャンを目指す。
武虎（たけとら）
雷音連合のトップ。好きな猫はマンチカン。
母堂巌徹（ぼどうがんてつ）
雷音連合の上の暴力団、大釜会会長。オカマ口調でスキンヘッド。趣味は筋トレとネイル。口紅もしている。ポロを銃撃したが、舌で受け止められ戦意喪失し、後日逮捕された。
ミーちゃん
猫。よくいなくなる。

## 書誌情報
- 権平ひつじ 『ポロの留学記』 集英社〈ジャンプ・コミックス〉、全2巻
  1. 「ポロ、高校生になる。」2017年6月2日発行（2017年6月2日発売[集 1] ）、ISBN 978-4-08-881178-9
  2. 「ポロ、また来る。」2017年8月9日発行（2017年8月4日発売[集 2] ）、ISBN 978-4-08-881206-9